# Zelenkův mlýn (Třeboň)
Zelenkův mlýn je vodní mlýn, který se nachází v jihočeském městě Třeboň. Jedná se o kulturní památku. Stojí poblíž místního pivovaru a má adresu Novohradská 222 (379 01 Třeboň). Využívá vodu z tzv. Zlaté stoky. Je součástí městské památkové rezervace Třeboně.
Mlýn vznikl nejspíše již v 16. nebo 17. století. Tehdy se jednalo o renesanční stavbu. Vzhledem k častým požárům a dalším pohromám v dějinách města byl mlýn nicméně několikrát přestavován. Jeho současná podoba pochází z konce 19. století. Historizující fasáda zahrnuje věžičky v rozích střechy se střílnami. Nápadné jsou rovněž bosáže na konci fasády. Navazuje na městské hradby s dvěma baštami nad Zlatou stokou. Náhon k mlýnu byl postaven v 30. letech 20. století.
Od roku 1958 je mlýn památkově chráněný. V roce 2006 byla rekonstruována střecha budovy. Mlýn není veřejnosti přístupný, je však dobře viditelný z okružní cesty od "Bistra u kapra" k Schwarzenberskému seníku.